# CS La Libertad
Club Sport La Libertad, verkürzt auch als CS La Libertad bezeichnet, ist ein costa-ricanischer Fußballverein aus der Hauptstadt San José.

## Geschichte

### Pionier des costa-ricanischen Fußballs
Der 1905 gegründete Verein war ein wichtiger Pionier in der frühen Epoche des costa-ricanischen Fußballs und stellte zudem eine der erfolgreichsten Fußballmannschaften, die zwischen 1925 und 1946 insgesamt sechs Meistertitel gewann und dreimal Pokalsieger wurde.
La Libertad ist eines von sieben Gründungsmitgliedern der 1921 eingeführten Primera División und bestritt das allererste Spiel in der Geschichte dieser Liga, das am 3. Juli 1921 mit 1:0 bei der Sociedad Gimnástica Limonese gewonnen wurde.

### Die erfolgreichen Jahre
La Libertad ging 1925 als erster Pokalsieger in die Geschichte des costa-ricanischen Fußballs ein. Weil der Verein in derselben Saison auch erstmals den Meistertitel gewann, war er zugleich der erste Double-Gewinner im costa-ricanischen Vereinsfußball.
1926 konnte der Meistertitel erfolgreich verteidigt werden und 1929 wurde das zweite Double der Vereinsgeschichte gewonnen.
Nachdem der sechste und letzte Meistertitel der Vereinsgeschichte im Jahr 1946 errungen wurde, drang die Mannschaft 1947 noch einmal bis ins Finale vor, unterlag jedoch gegen den CS Herediano.

### Der Niedergang
1948 belegte La Libertad mit der punktgleichen SG Española erstmals den letzten Tabellenplatz und musste sich in der Vorausscheidung gegen Española durchsetzen, um die Relegationsspiele zu vermeiden.
1949 belegte La Libertad erneut den letzten Platz, musste erstmals in die Relegation und scheiterte gegen den CS Uruguay, durfte aber dennoch in der ersten Liga bleiben.
In den 1950er Jahren erholte La Libertad sich zunächst wieder und belegte regelmäßig einen Platz im gesicherten Mittelfeld. Der Anfang vom Ende begann 1958, als die Libertos erneut auf dem letzten Platz landeten, der diesmal im Direktabstieg mündete. Zwar gelang 1959 der unmittelbare Wiederaufstieg, doch folgte 1960 der erneute (und diesmal dauerhafte) Abstieg aus der höchsten Spielklasse. Gegenwärtig spielt La Libertad in der drittklassigen Primera División Aficionada.

## Erfolge
- Meister (Liga de Fútbol de Primera División) (6×): 1925, 1926, 1929, 1934, 1942, 1946
- Pokalsieger (Torneo de Copa de Costa Rica) (7×): Copa Benguria 1925, Copa Federación 1929, Copa Cafiaspirina 1933, Copa Gambrinus 1934, Copa Olímpica 1934, Copa White Horse 1935, Copa Cocomalt 1937

## Die Meistermannschaften
- 1925: Manuel Rodríguez, Arturo Aymerich, Abel Gutiérrez, Ricardo Bermúdez, Miguel Jiménez, Luis Montero, Pedro Quirce, Juan Fonseca, Salvador Tabash, Miguel Ulloa, Rafael Bermúdez, Rafael Madrigal, Juan Gobán, Gonzalo Sánchez, Gerardo Picado, Claudio Alfaro, Juan Marchena, Frank Mejías.[4]

- 1926: Manuel Rodríguez, Arturo Aymerich, Abel Gutiérrez, Ricardo Bermúdez, Miguel Jiménez, Luis Montero, Pedro Quirce, Juan Fonseca, Salvador Tabash, Miguel Ulloa, Rafael Bermúdez, Rafael Madrigal, Juan Gobán, Ignacio Mora, Arnulfo Zeledón, Gonzalo Sánchez, Gerardo Picado, Rodolfo Peralta, Belisario Muñoz, José Vega, Miguel Montero, Leo Greenwood.[5]

- 1929: Carlos Ulloa, Humberto Saborío, Oscar Piedra, Ricardo Bermúdez, José J. Fonseca, Salvador Tabash, Pedro Quirce, Rafael Madrigal, Aguinaldo Fonseca, Juan Gobán, Luis Montero, Braulio Valverde, Jorge Hernández, Antonio Bermúdez, Simeón Apéstegui, Virgilio Soto.[6]

- 1934: Mario Jones, Eduardo Goldoni, Juan Blanco, Pedro Baradín, Fausto Arguello, Gregorio Morales, Ricardo Mora, Jorge Quesada, Eduardo Rojas, Rafael Madrigal, José Verdesia, Carlos Ulloa, Carlos Villalobos, José Trejos, Emanuel Amador, Humberto Saborío, Jacinto Solís, Salvador Tabash, Roberto Calderón, Jorge Dávila, Rodolfo Jiménez, Miguel Sancho, Minervino Acuña.[7]

- 1942: Dimas Sanabria, Eugenio Pignataro, Mario Valverde, Isaac Jiménez, Willy Mclean, Mario Varela, Mario Ruiz, César Hernández, Víctor Monge, Emanuel Amador, Francisco Zeledón, Jorge Umaña, Carlos Navarro, Juan Tellini, Leonidas Martínez, José Rivas, José Verdesia, Luis Zamora, Eddy Gómez, Edwin Jackson, Omar Bolaños, Fausto Arguello, Israel Araya, Alfonso Serrano.[8]

- 1946: Isaac Jiménez, Hipólito Quirós, Hernán Umaña, Mario Chacón, Arnoldo Vargas, José Monge, Rafael Calvo, Mario Garita, José Quirós, Julio Alvarado, Alejandro Calvo, José Cordero, Gonzalo Muñoz, Manuel Cantillo, Elías Valenciano, Ignacio García, Rafael García, Mario Mora, Carlos Silva.[9]

## Weitere bekannte Spieler, die beim CS La Libertad unter Vertrag standen
- Evaristo Murillo
- Jorge “Palmareño” Solís